# Джеймс Сітума
Джеймс Сітума (англ. James Situma, нар. 11 листопада 1984) — кенійський футболіст, який грав на позиції півзахисника. Відомий за виступами за низку кенійських клубів, албанський клуб «Тирана», а також у складі національної збірної Кенії.
Чемпіон та володар Кубка Кенії. Володар Кубка Албанії та Суперкубка Албанії.

## Клубна кар'єра
З 2003 року Джеймс Сітума розпочав виступи в кенійському клубі «Нзоя Шугар» з Бунгоми, в якій грав до кінця 2005 року. З 2006 до середини 2007 року футболіст грав у іншій кенійській команді «Найробі Сіті Старз» зі столиці країни Найробі.
У 2008 році Джеймс Сітума став гравцем іншого кенійського столичного клубу «Софапака». У складі цієї команди за рік він став чемпіоном країни та володар Кубка Кенії, у цьому ж році та в 2010 році він також став володарем Суперкубка Кенії. Сітума грав у складі «Софапаки» до середини 2011 року, після чого поребрався до Європи.
У 2011 році, після переїзду до Європи, Джеймс Сітума став гравцем албанського клубу «Тирана». За команду зі столиці країни кенійський півзахисник грав протягом одного сезону, під час якого став володарем Кубка та Суперкубка Албанії. Після року перебування в Європі повернувся до «Софапаки», у складі якої грав до середини 2014 року.
У середині 2014 року Сітума став гравцем іншого клубу з Найробі «АФК Леопардс», в яком грав протягом року. У середині 2015 року він перейшов до іншого найробійського клубу «Таскер», у якому грав до кінця 2017 року. На початку 2018 року Джеймс Сітума став гравцем клубу «Какамега Гоумбойз», а з середини 2018 року став гравцем найробійського клубу «Матаре Юнайтед», у якому грав до 2019 року.

## Виступи за збірну
З 2009 року Джеймс Сітума грав у складі національної збірної Кенії. За 7 років виступів він зіграв у складі збірної 40 матчів. у яких відзначився 2 забитими м'ячами.

## Титули і досягнення
- Чемпіон Кенії (1):

«Софапака»: 2009
- Володар Кубка Кенії (1):

«Софапака»: 2009
- Володар Суперкубка Кенії (2):

«Софапака»: 2009, 2010
- Володар Кубка Албанії (1):

«Тирана»: 2011–2012
- Володар Суперкубка Албанії (1):

«Тирана»: 2011